# Resolution 1178 des UN-Sicherheitsrates
Die Resolution 1178 des Sicherheitsrats der Vereinten Nationen, die am 29. Juni 1998 einstimmig verabschiedet wurde, bekräftigte alle früheren Resolutionen zur Lage in Zypern und verlängerte das Mandat der Friedenstruppe der Vereinten Nationen in Zypern (UNFICYP) um weitere sechs Monate bis zum 31. Dezember 1998.
Die Regierung Zyperns hatte erneut der weiteren Präsenz der UNFICYP auf der Insel zugestimmt. Die Spannungen entlang der Waffenstillstandslinie blieben hoch, und die Bewegungsfreiheit der UNFICYP war eingeschränkt.
Das Mandat der UNFICYP wurde bis zum 31. Dezember 1998 verlängert, und die Behörden in Zypern und Nordzypern wurden daran erinnert, die Sicherheit des UNFICYP-Personals zu gewährleisten und die Gewalt gegen dieses zu beenden. Die Militärbehörden beider Seiten wurden aufgefordert, von Maßnahmen abzusehen, die die Spannungen verschärfen könnten, und es war wichtig, dass Zypern die von der UNFICYP vorgeschlagenen Maßnahmen zur Verringerung der Spannungen umsetzte, denen der Norden zugestimmt hatte. Es gab auch Bedenken hinsichtlich der Verstärkung der militärischen Bewaffnung in Südzypern und der mangelnden Fortschritte bei der Verringerung der Zahl ausländischer Truppen. In diesem Zusammenhang forderte der Rat die Republik Zypern nachdrücklich auf, die Verteidigungsausgaben zu kürzen und ausländische Truppen abzuziehen, mit dem Ziel, die gesamte Insel zu entmilitarisieren.
Der Sicherheitsrat begrüßte die Absicht der UNFICYP, ihr humanitäres Mandat umzusetzen. Beide Seiten wurden aufgefordert, die im September 1997 begonnenen Gespräche über Sicherheitsfragen wieder aufzunehmen.
Schließlich wurde Generalsekretär Kofi Annan gebeten, dem Rat bis zum 10. Dezember 1998 über die Umsetzung der aktuellen Resolution Bericht zu erstatten. Die am selben Tag verabschiedete Resolution 1179 befasste sich weiter mit dem Friedensprozess auf der Insel.